# Zbigniew Szewczyk
Zbigniew Szewczyk (ur. 29 listopada 1968 w Bolesławcu) – polski piłkarz grający na pozycji pomocnika.

## Kariera klubowa
Karierę piłkarską Szewczyk rozpoczął w klubie BKS Bolesławiec. Następnie w 1986 roku został zawodnikiem Zagłębia Lubin. W sezonie 1986/1987 zadebiutował w jego barwach w pierwszej lidze. W sezonie 1987/1988 spadł z Zagłębiem do drugiej ligi, ale już od 1989 roku ponownie grał w ekstraklasie polskiej. W sezonie 1990/1991 wywalczył z Zagłębiem pierwszy w historii klubu tytuł mistrza Polski. W Zagłębiu grał do końca sezonu 1992/1993.
W 1993 roku Szewczyk przeszedł z Zagłębia do drugoligowego niemieckiego klubu SV Meppen. Występował w nim przez cztery lata. W 1997 roku ponownie zmienił klub i został zawodnikiem zespołu Tennis Borussia Berlin. W 1998 roku awansował z nią z Regionalligi do 2. Bundesligi.
W 2000 roku Szewczyk wrócił do Polski. Przez dwa lata grał w Zagłębiu Lubin, a latem 2002 podpisał kontrakt z drugoligowym Górnikiem Polkowice. W 2003 roku zakończył karierę, a w 2006 roku wznowił ją i przez dwa lata grał w amatorskim klubie Chrobry Nowogrodziec.
| Sezon   | Klub                   | Kraj   | Rozgrywki     | Mecze | Bramki |
| ------- | ---------------------- | ------ | ------------- | ----- | ------ |
| 1986/87 | Zagłębie Lubin         | Polska | I. liga       | 3     | 0      |
| 1987/88 | Zagłębie Lubin         | Polska | I. liga       | 17    | 1      |
| 1988/89 | Zagłębie Lubin         | Polska | II. liga      | ?     | ?      |
| 1989/90 | Zagłębie Lubin         | Polska | I. liga       | 30    | 0      |
| 1990/91 | Zagłębie Lubin         | Polska | I. liga       | 28    | 0      |
| 1991/92 | Zagłębie Lubin         | Polska | I. liga       | 30    | 0      |
| 1992/93 | Zagłębie Lubin         | Polska | I. liga       | 33    | 0      |
| 1993/94 | SV Meppen              | Niemcy | 2. Bundesliga | 36    | 0      |
| 1994/95 | SV Meppen              | Niemcy | 2. Bundesliga | 24    | 2      |
| 1995/96 | SV Meppen              | Niemcy | 2. Bundesliga | 15    | 0      |
| 1996/97 | SV Meppen              | Niemcy | 2. Bundesliga | 26    | 0      |
| 1997/98 | Tennis Borussia Berlin | Niemcy | Regionalliga  | ?     | ?      |
| 1998/99 | Tennis Borussia Berlin | Niemcy | 2. Bundesliga | 26    | 1      |
| 1999/00 | Tennis Borussia Berlin | Niemcy | 2. Bundesliga | 20    | 0      |
| 2000/01 | Zagłębie Lubin         | Polska | I. liga       | 25    | 0      |
| 2001/02 | Zagłębie Lubin         | Polska | I. liga       | 26    | 0      |
| 2002/03 | Górnik Polkowice       | Polska | II. liga      | 25    | 1      |